# Chitimacha jezik
Chitimacha jezik (ISO 639-3: ctm), izumrli jezik istoimenih Indijanaca Chitimacha s delte rijeke Mississippi u Louisiani. Od 300 etničkih Chitimacha danas, nije poznato da itko više govori ovim jezikom.
Jezik chitimacha klasificirao se porodici tonikan i preko nje u veliku porodicu hokan-Siouan, a danas u porodicu gulf s jezicima natchez, tunica i atakapa.

## Vanjske poveznice
- Ethnologue (14th)
- Ethnologue (15th)